# Chiastoliet
Chiastoliet is een variëteit van andalusiet, genoemd naar het kenmerkende kruis in de doorsnede van het kristal chiastos kruis.
Andalusiet bestaat vooral uit aluminium-silicaat, met de chemische formule Al2SiO5.

## Geschiedenis
Vanwege het kenmerkende kruis in de doorsnede wordt chiastoliet al sinds de oudheid gebruikt voor het vervaardigen van amuletten.

## Ontstaan
Het kruisvormige patroon binnen chiastolieten ontstaat waarschijnlijk (volgens een theorie van de Amerikaanse mineraloog Clifford Frondel uit 1934) door de selectieve aangroei van onzuiverheden (vooral grafiet) aan de snel groeiende uiteinden van het kristal. Als de concentratie van deze onzuiverheden toeneemt, wordt de groei van het kristal afgeremd. Chiastiolieten vallen onder de Metamorfieten.

## Voorkomen
Chiastolieten zijn bekend uit het Fichtelgebergte in Duitsland. Ze zijn ook gevonden in Santiago de Compostella in Spanje, in Bretagne in Frankrijk en in de Franse Pyreneeën. In Engeland zijn ze zeldzaam, in Rusland zijn chiastolieten gevonden in het Transbaikalgebied. In de omgeving van Bona in Algerije zijn mooie stenen gevonden, eveneens als op diverse plekken in Arizona, Verenigde Staten. De waarschijnlijk fraaiste chiastolieten worden gevonden in Bimbowrie in Australië. Recentelijk heeft men ook in China goede stenen gevonden.

## Bewerking
Tafelslijpsel, cabochons, natuurlijke stenen zonder bewerking.

## Vergelijkbare mineralen
Geen.

## Imitaties
Glas.

## Determinatie
Hardheid, kenmerkend kruis.

## Aanbeveling
Reiniging zonder problemen.